# Masaccio
Tommaso di Giovanni di Simone Guidi, zvaný Masaccio (21. prosince 1401 San Giovanni Valdarno - podzim 1428 Řím), byl italský malíř, který je považován za zakladatele renesančního malířství. Masaccio zemřel velmi mladý, a přesto vytvořil dílo obdivované současníky i budoucími generacemi malířů. Jeho obdivovatel Annibal Caro o něm napsal:
| „ | Má malba byla jako živá proto, že jsem dal vzruch a cit svým postavám. U mne se učil i sám Buonarroto a všichni s ním, já se však učil sám. | “ |

## Velká trojka rané italské renesance
Roku 1418 se Masaccio přistěhoval do Florencie a seznámil se tu se sochařem Donatellem a architektem Filippem Brunelleschim. O generaci starší zkušení umělci ocenili nadání mladého malíře a snažili se ho dále rozvíjet. Bruneleschi uvedl Masaccia do základů architektury a seznámil ho s pravidly lineární perspektivy, kterou objevil na základě studia antických autorů Eukleida a Ptolemaia.
Donatello ho zasvětil do sochařského umění a seznámil ho s anatomií, kterou studoval jako jeden z prvních renesančních umělců. Tyto poznatky aplikoval Masaccio při své malířské tvorbě (viz například perspektiva na fresce Svatá Trojice). Byl zapsán do malířského cechu roku 1422, není však jasné, zda měl učitele malířství.
Později byli Bruneleschi, Donatello a Masaccio označeni za velkou trojici florentské renesance.

## Rané práce

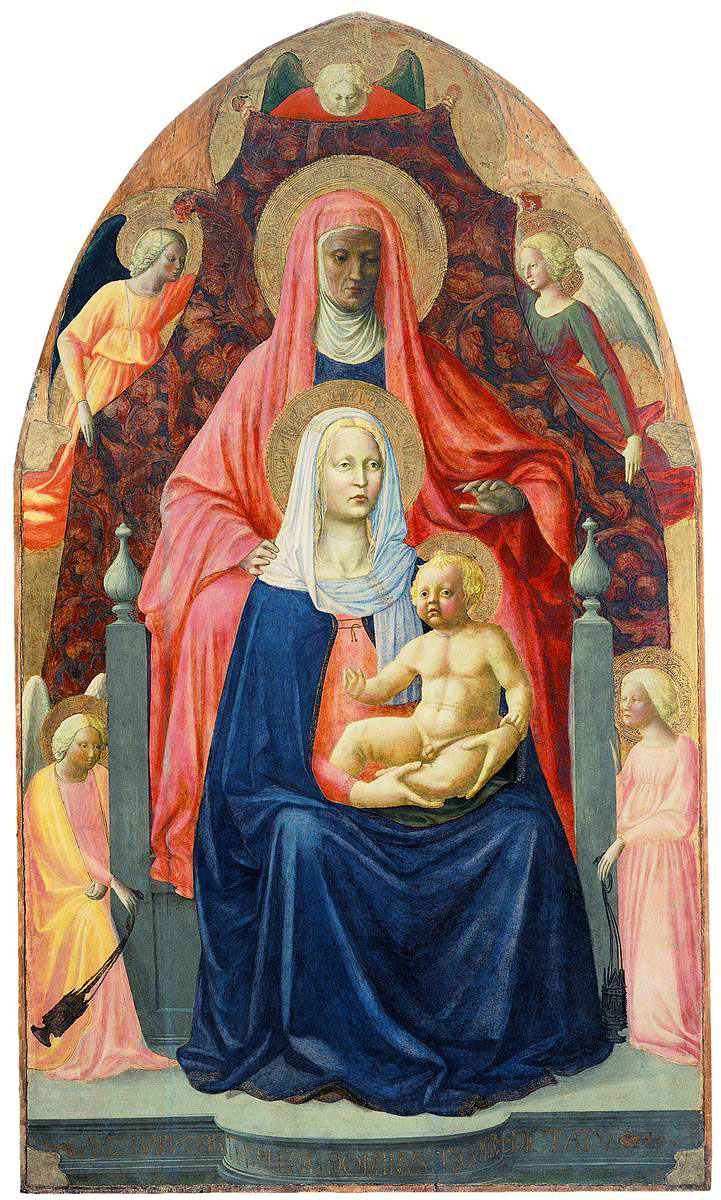
Svatá Anna samotřetí
Galerie Uffizi, Florencie

Jeho první zachovalou prací je Triptych San Giovenale (1422) v Cascia di Reggello. Na centrálním panelu se objevuje Madona s dítětem a anděly, na levé desce je zobrazen sv. Bartoloměj se sv. Blažejem a na pravé sv. Jeroným se sv. Antonínem. Jedním z jeho raných dochovaných obrazů malovaných na dřevě je deskový obraz Sv. Anna Samotřetí (1424), který byl původně umístěn ve florentském kostele San Ambrogio, dnes je umístěný v galerii Uffizi. Další jeho prací je obraz Zvěstování Panně Marii v kostele San Niccolo, malovaný temperou na dřevě.

## Kaple Brancacci

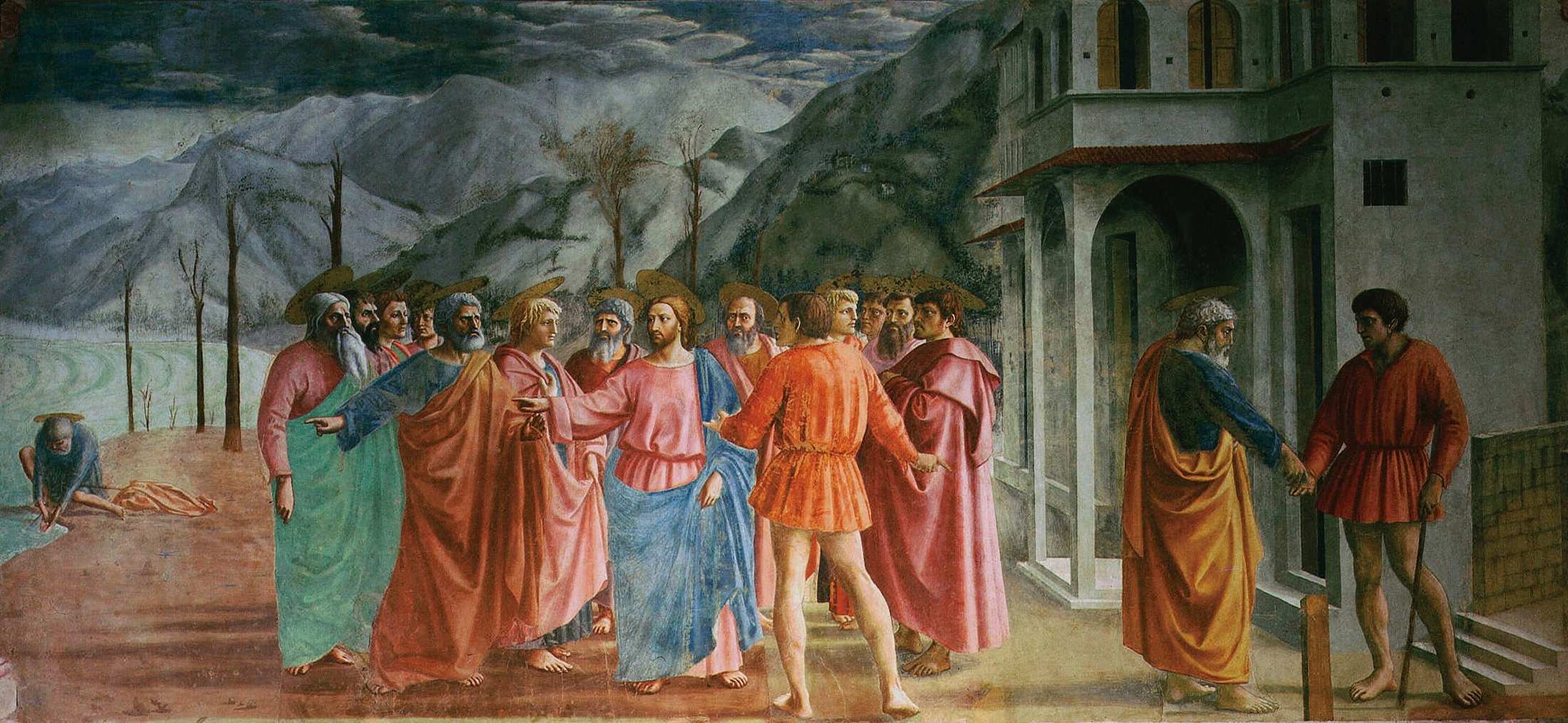
Freska Peníz daně v kapli Brancacci (1428)

Mezi lety 1424–1425 pracoval společně s malířem Masolinem da Panicale (1383–1447) na výzdobě kaple Brancacciů v bazilice Panny Marie Karmelské ve Florencii. Fresky vznikly na objednávku Felice Brancacciho, který kapli označil za pohřební a právně zajistil dokončení její výzdoby u svých dědiců i po své smrti. V kapli se nacházejí výjevy z ráje a náměty ze života sv. Petra malované v polích, oddělené sloupky, ve dvou pásech nad sebou. Původně byly zadány malíři Masolinovi, který si práci rozdělil s mladším, ale nadanějším Masacciem. Každý provedl 10 maleb. Masolino maloval horní partie, Masaccio dolní, na některých výjevech se podíleli dohromady, takže se jejich autorství nedá přesně rozlišit. Masolino práci ukončil, Massacio nikoliv. Podle Vasariho maloval ranější fresky Masolino (Čtyři evangelisté, Povolání sv. Petra a Ondřeje, Petrovo zapření a jeho lítost, Kristus kráčející po vodě, Kázání sv. Petra, Sv. Petr uzdravuje chromého a Vzkříšení Tabity).

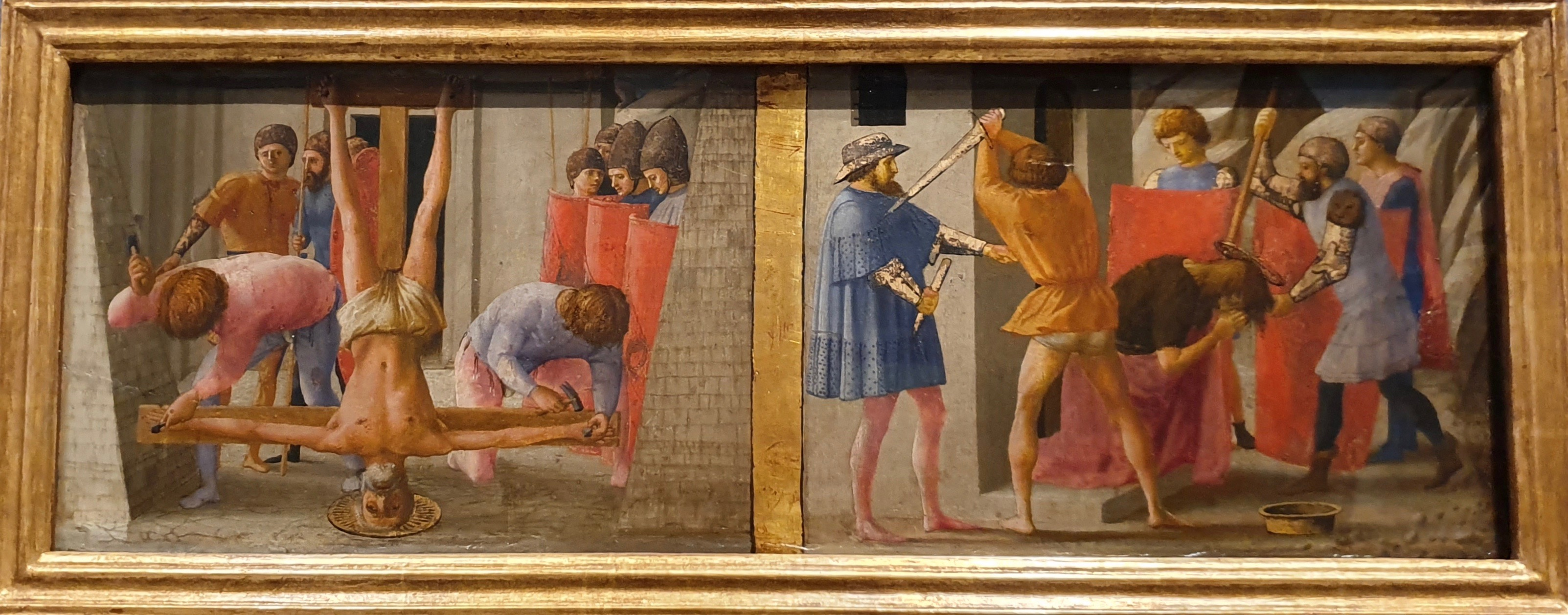
Freska Ukřižování svatého Petra v kapli Brancacci (1428)

Výjevy, které maloval Masaccio, jsou podle Vasariho: Sv. Petr křtí obrácené (1424–1425), Peníz daně (1425, ve vyšším patře výjevů nalevo od oltáře), Sv. Petr léčí svým stínem (1426–1427, na oltářní zdi), Vzkříšení syna Teofilova a sv. Petr zvolen biskupem v Antiochii (1427–1428), který byl dokončen Filippinem Lippi. Na malbě Peníz daně lze najít mezi podobiznami apoštolů autoportrét samotného Masaccia, který namaloval svou tvář na obličej jednoho z apoštolů stojícího vzadu. Podle dodatku popisujícího výjevy Masaccio také maloval scény Rozdělení majetku Chrámu a smrt Ananiáše (na oltářní zdi) a Vyhnání z ráje (1424–1425, ve vyšším patře nalevo od vchodu). Protějškový výjev Pokušení Adama a Evy byl malován Masolinem. Na těchto freskách bylo oceňováno především vyjádření emocí a živost s jakou se postavy na obraze projevují. Filippino Lippi dokončuje výzdobu kaple mezi léty 1481–1485. Roku 1425 přerušil Masaccio práci na výzdobě kaple a odešel za studiem a zakázkami do Říma, kde pravděpodobně spolu s Masolinem pracoval pro kardinála Branda Castigliona.

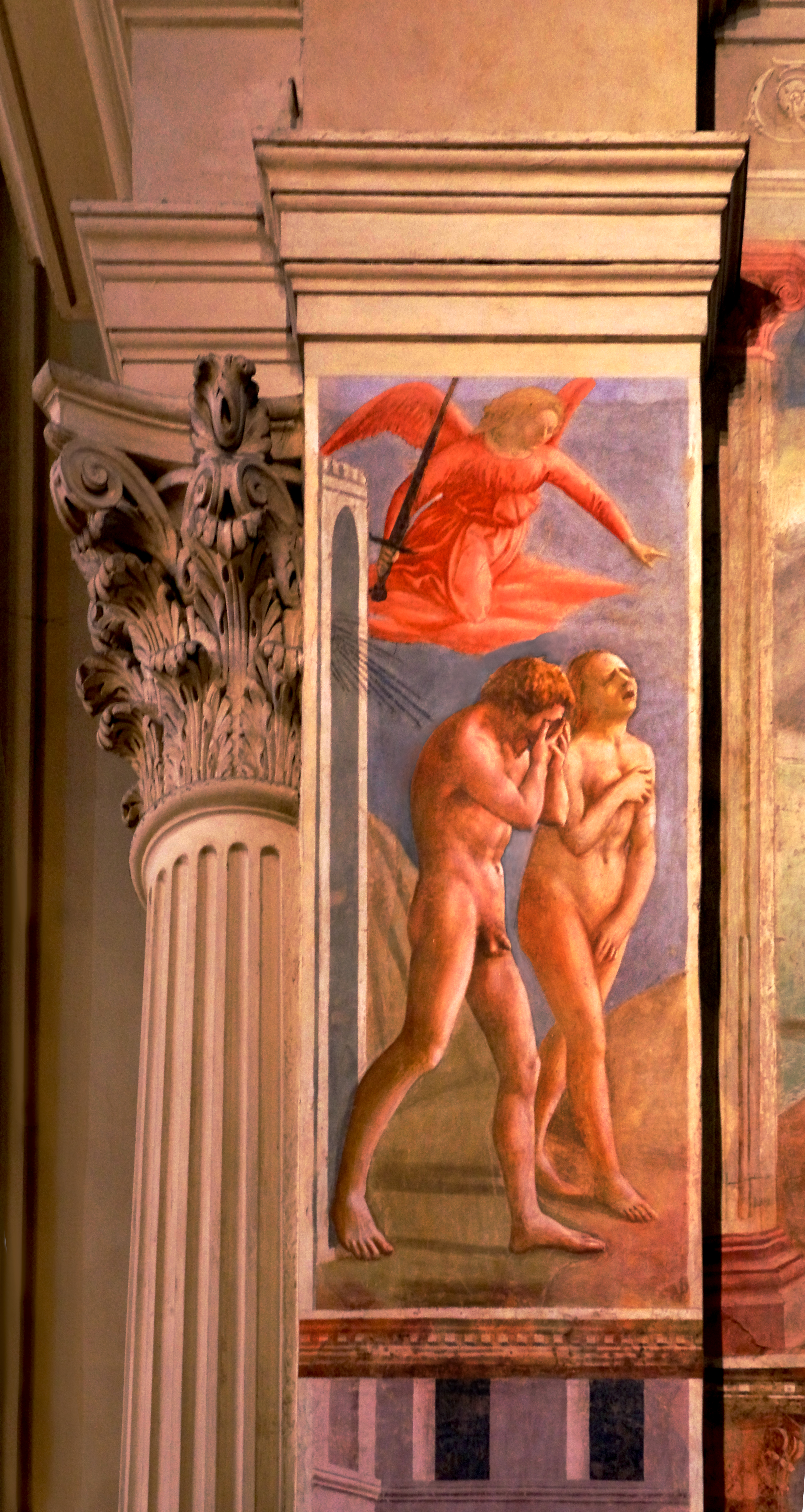
Freska Vyhnání z ráje v kapli Brancacci

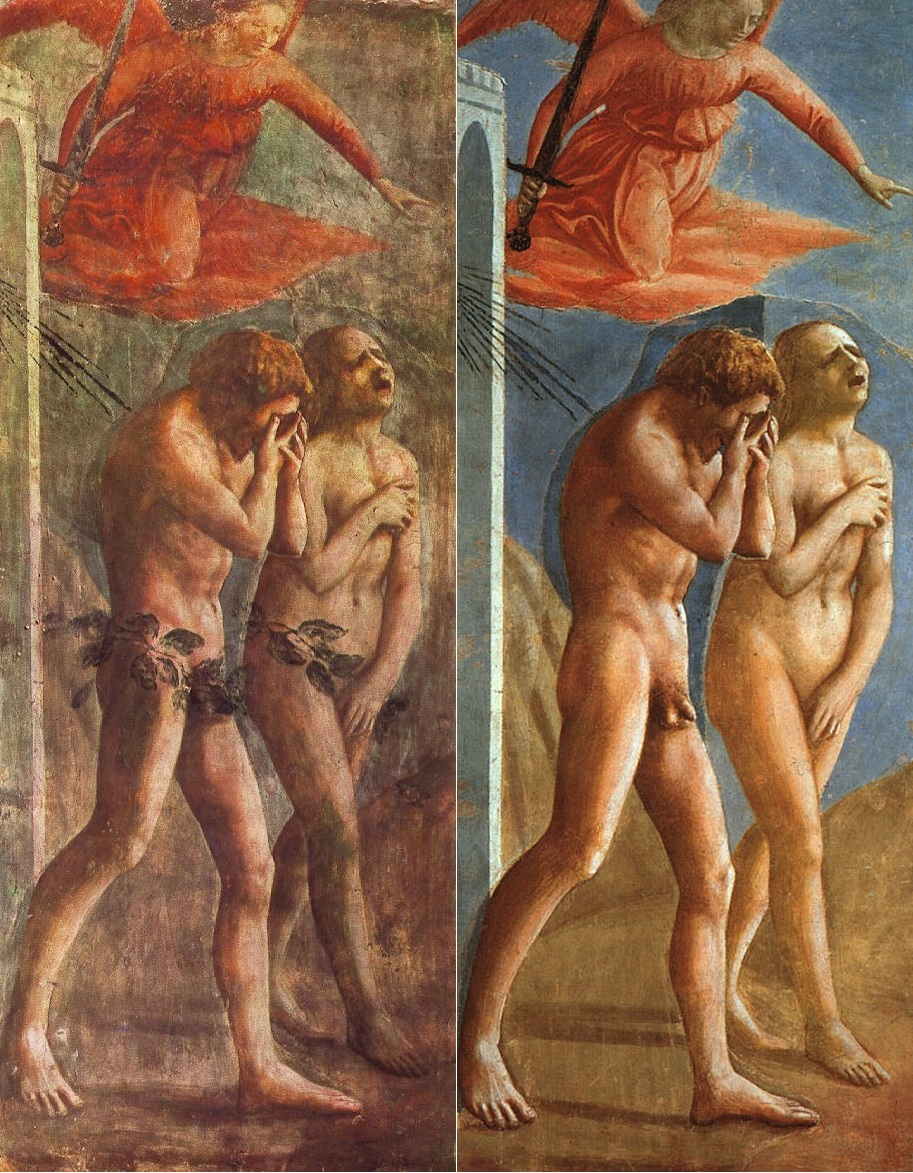
Freska Vyhnání z ráje v kapli Brancacci, vpravo po restaurování

## Další tvorba

### Řím
V kostele San Clemente v kapli sv. Kateřiny v Římě pracoval Masaccio na fresce Ukřižování a umučení sv. Kateřiny. Vytvořil také deskové obrazy, z nichž se většina nedochovala.

### Florencie
Po návratu do Florencie namaloval nedochovaný obraz dvou aktů, muže a ženy, a pracoval v kostele San Carmine, kde zhotovil fresku na pilíři u vchodu do kaple Serragliů. Je to postava sv. Pavla, na níž se oceňovalo použití perspektivní zkratky a opět také živost, s jakou byla ztvárněna. Protějškovou freskou je sv. Petr od Masolina. Obě tyto malby byly při přestavbě v roce 1675 zničeny.

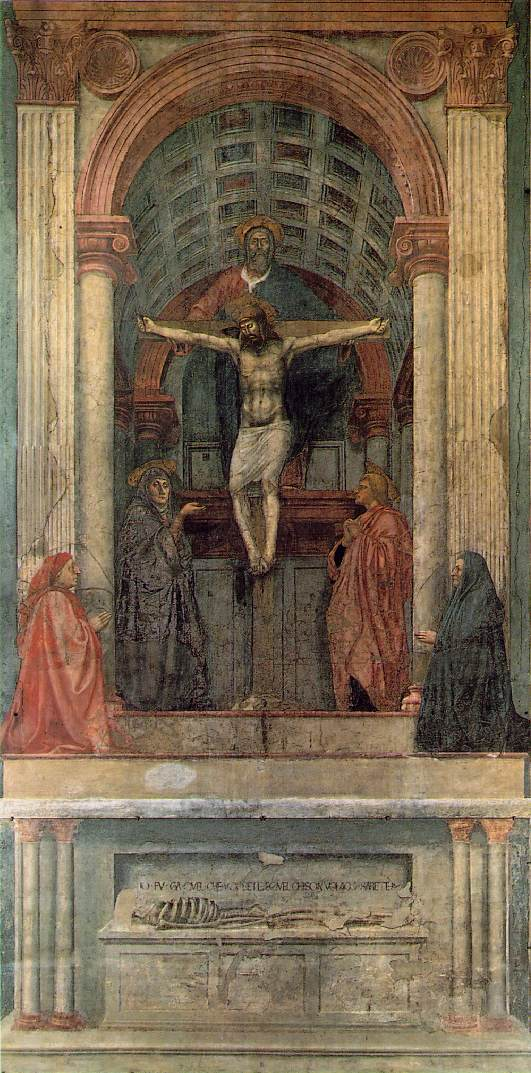
Freska Svatá Trojice v kostele Santa Maria Novella

Mezi lety 1425–1428 Masaccio vymaloval v kostele Santa Maria Novella ve Florencii fresku, která jeho současníky ohromila velkolepou a nezvyklou koncepcí s arkádou pojatou radikálně lineární perspektivou. Byla to freska Svatá Trojice s pannou Marií, sv. Janem Evangelistou a donátory. V arkádě je vložen kříž s mrtvým Ježíšovým tělem, za ním stojí postava Boha Otce, která kříž lehce podepírá a upřeně se dívá směrem k divákovi. U paty kříže stojí Panna Marie v tmavě modrém rouchu a na protější straně sv. Jan Evangelista, v rouchu červeném. Vně arkády (architektonicky pojaté v renesančním stylu) klečí donátoři – starší kupec a jeho manželka. Nejen že freska působila plastickým trojrozměrným dojmem, ale otevírala další prostor vytvořený iluzí na dvojrozměrné zdi.
V té době Masaccio údajně také pracoval na malbě pro kostel Santa Maria Maggiore, kde pro postranní kapli vytvořil deskový oltář s Madonou, sv. Kateřinou, sv. Juliánem a ústředním výjevem Narození Páně. Z něho se zachovaly jen části malované Masolinem.

### Badie
V letech 1426–1427 se také věnoval malbě dnes už zničených fresek ve florentské Badii. Na jednom pilíři ztvárnil v nice sv. Iva z Kermartinu perspektivní zkratkou neobvykle přizpůsobenou pohledu ze zdola.

### Pisa
V kostele San Carmine v Pise namaloval oltář, objednaný v únoru roku 1426, ze kterého se zachovaly jen části dnes uložené v National Gallery v Londýně. Zachovala se Madona s dítětem, u jejichž nohou hrají andílci.

## Smrt
Masaccio umírá v roce 1428 po příjezdu do Říma. Zemřel velmi mladý ve věku 27 let. Giorgio Vasari, který napsal životopisy renesančních umělců, pochybuje o jeho přirozené smrti a domnívá se, že se jednalo o vraždu. Pravděpodobně některý z římských malířů nesnesl jeho konkurenci a otrávil ho.
Fabio Segni složil oslavný epitaf. Vyplývá z něj Masacciova výjimečnost a jeho klíčová role v počátcích renesančního umění.
| „ | Závistná Lachesis, proč tím tvým vražedným prstem trháš osnovu mládí, právě když začalo kvést? V tomto jediném Apellovi jich zabíjíš tisíc, veškeré půvaby malby hynou, když zahynul on, v tomto uhaslém slunci nám hasnou veškeré hvězdy, veškerá krása, ó běda, zemřela zároveň s ním. | “ |

## Přínos
Masaccio umisťuje postavy do prostoru, který má svůj řád v lineární perspektivě. Srovná-li se malba s jeho současníkem Paolem Uccellem, který se také snaží o nové ztvárnění prostoru, lze dojít k závěru, že Masacciovy postavy vykazují větší přirozenost, plasticitu a měkkost. Patrné je jednodušší ztvárnění drapérií v několika jednoduchých záhybech a soulad barev; jeho malby působí oproti jiným živě a pravdivě. Masaccio zavrhl gotickou tradici malířství a považoval se za následovníka Giotta, který již o 100 let dříve prohlašoval, že umění musí věnovat více pozornosti reálnému světu. Jeho novátorské metody studovali snad všichni pozdější významní florentští umělci. V kapli Brancacci hledali inspiraci například Fra Angelico nebo Michelangelo Buonarotti pro Sixtinskou kapli.

## Známá díla
- Triptych San Giovenale (1422, Cascia di Reggello)
- Svatá Anna Samotřetí (deskový obraz, kolem 1424, Uffizi, Florencie)
- Zvěstování Panně Marii (tempera na dřevě, San Niccolo)
- Fresky v kapli Brancacci (freska, Santa Maria del Carmine, Florencie)
- Svatá Trojice (freska, 667x317 cm, 1425-1428, Santa Maria Novella, Florencie)
- Ukřižování (deskový obraz, Museo di Capodimonte)
- Madona s dítětem (deskový oltář, 1426, National Gallery v Londýně)

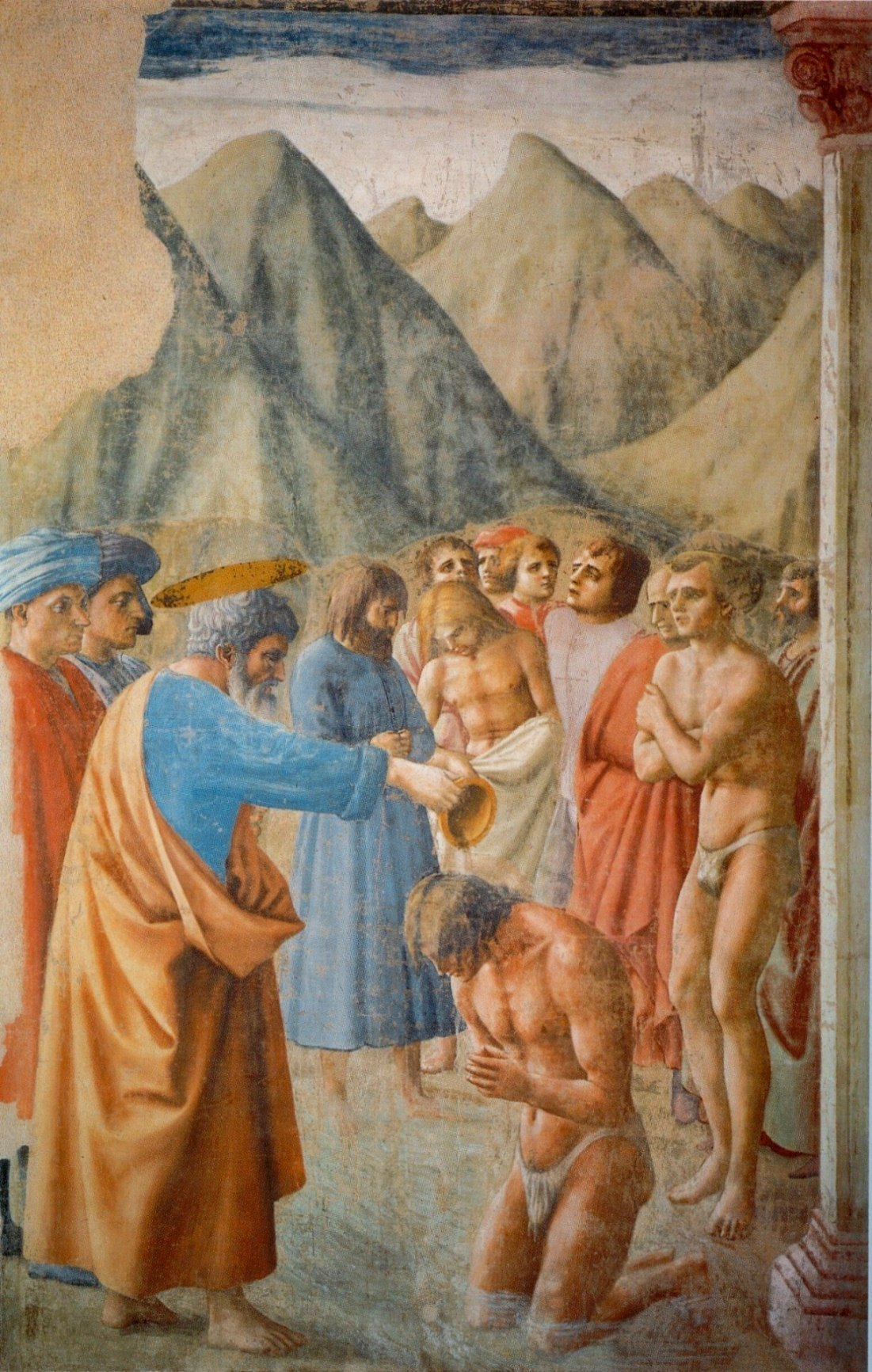
Freska Křest nově obrácených, kaple Brancacci
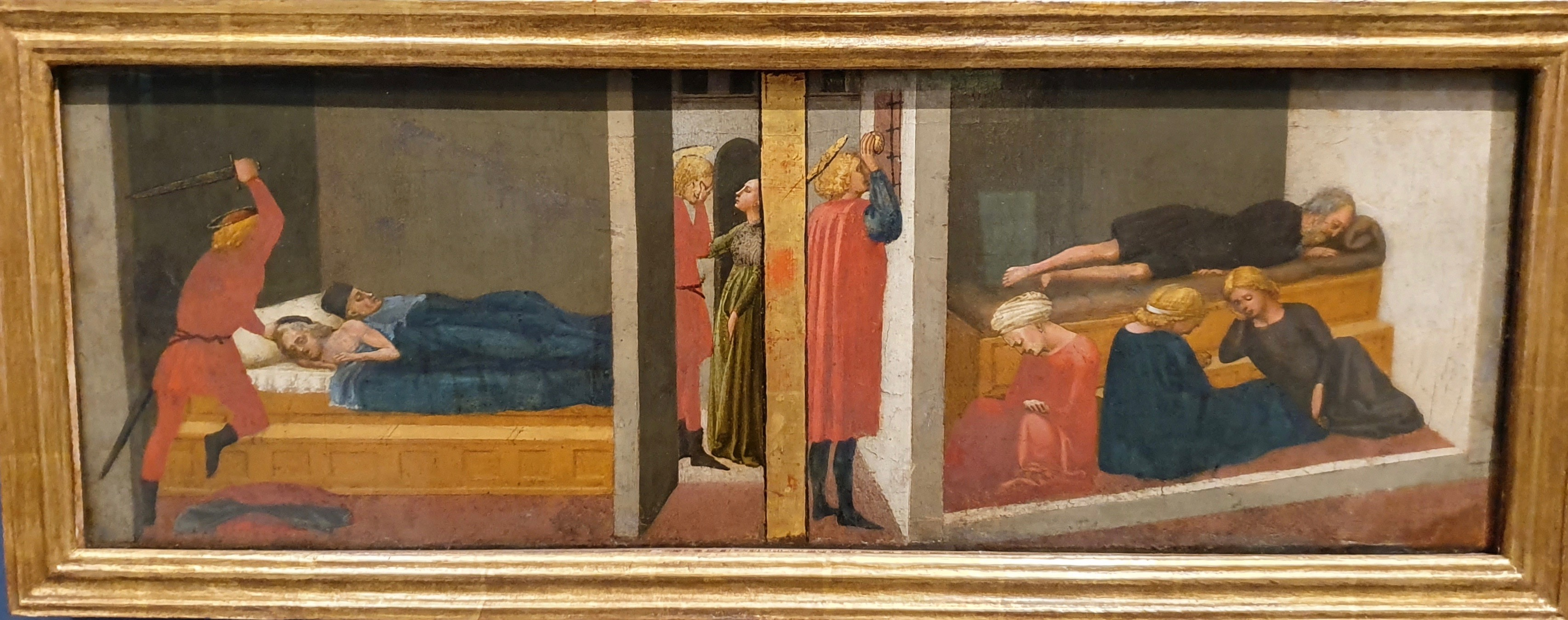
Příběh sv. Juliána a sv. Nicholase
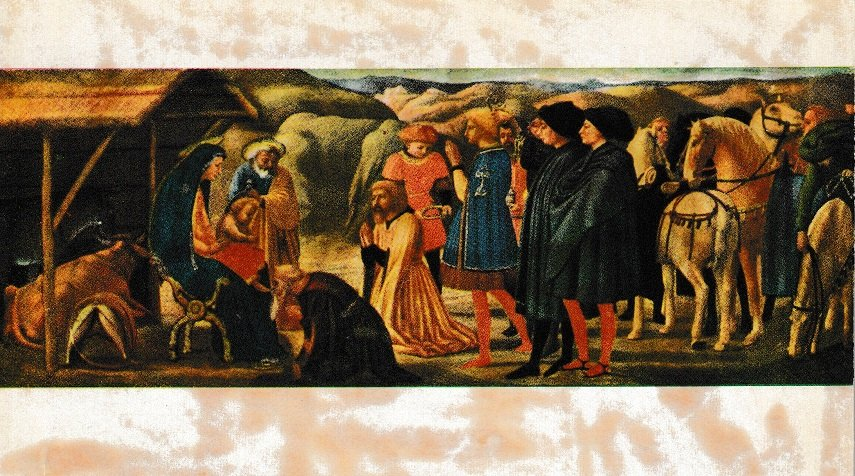
Klanění se Panně Marii
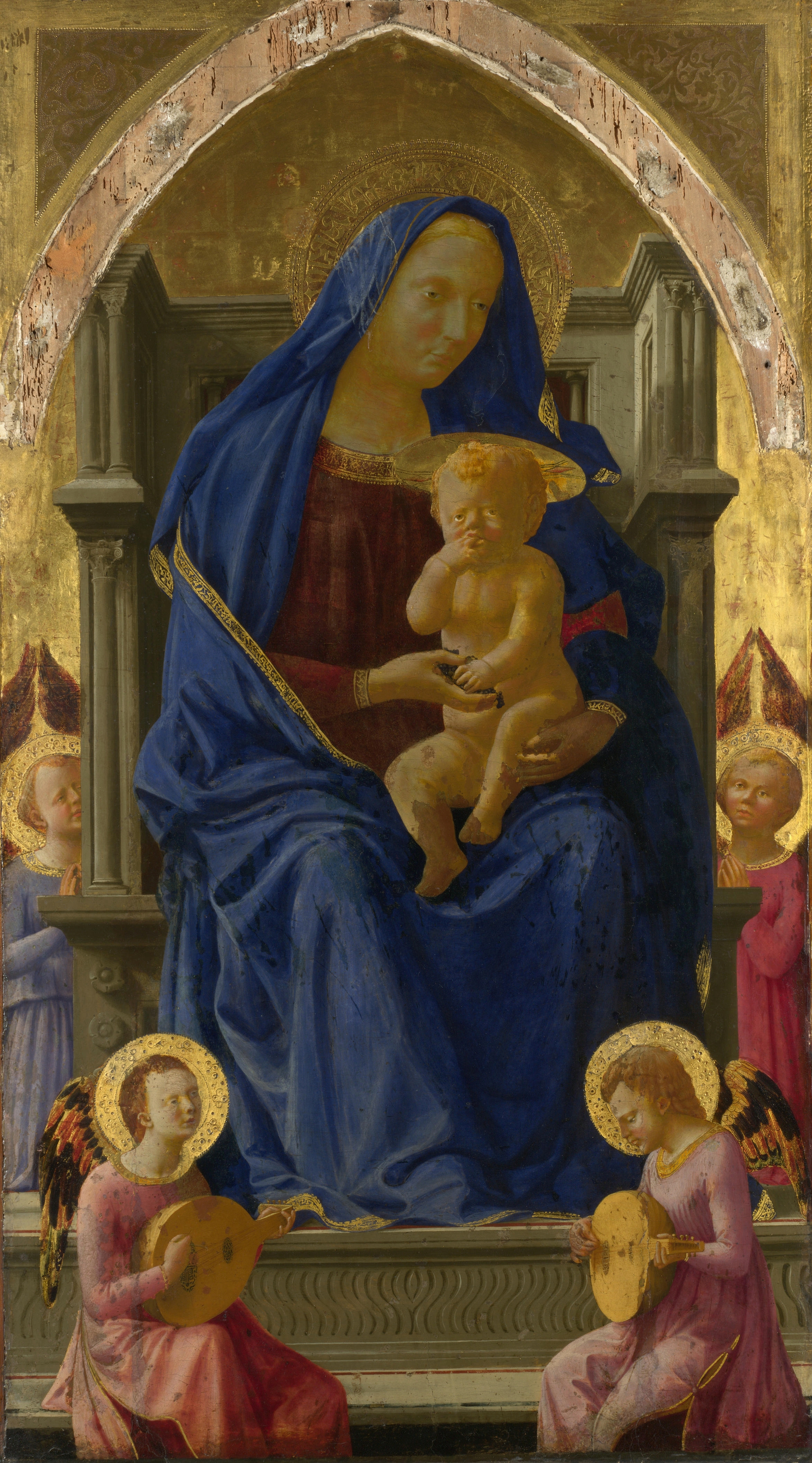
Panna Maria s Ježíškem a anděly hrajícími na hudební nástroje
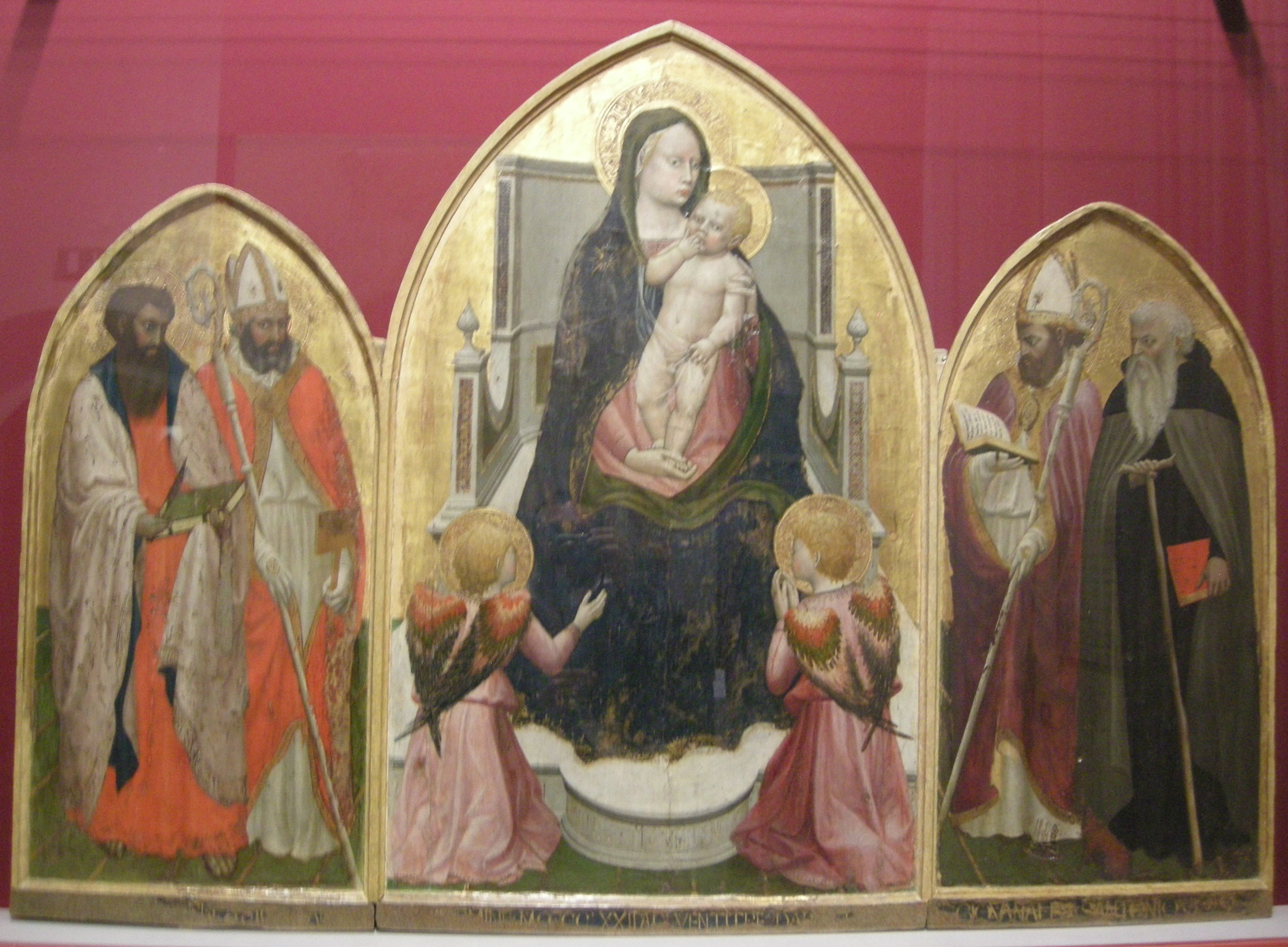
Triptych svatého Jana